# Walton (Nova York)
Walton és una població dels Estats Units a l'estat de Nova York. Segons el cens del 2000 tenia 3.070 habitants.

## Demografia
Segons el cens del 2000, Walton tenia 3.070 habitants, 1.366 habitatges, i 818 famílies. La densitat de població era de 750,2 habitants per km².
Dels 1.366 habitatges en un 28,6% hi vivien nens de menys de 18 anys, en un 42,2% hi vivien parelles casades, en un 13,8% dones solteres, i en un 40,1% no eren unitats familiars. En el 34,9% dels habitatges hi vivien persones soles el 16,2% de les quals corresponia a persones de 65 anys o més que vivien soles. El nombre mitjà de persones vivint en cada habitatge era de 2,22 i el nombre mitjà de persones que vivien en cada família era de 2,83.
Per edats la població es repartia de la següent manera: un 24,2% tenia menys de 18 anys, un 6,7% entre 18 i 24, un 26,1% entre 25 i 44, un 23,5% de 45 a 60 i un 19,4% 65 anys o més.
L'edat mediana era de 41 anys. Per cada 100 dones de 18 o més anys hi havia 83,8 homes.
La renda mediana per habitatge era de 26.550 $ i la renda mediana per família de 40.122 $. Els homes tenien una renda mediana de 26.744 $ mentre que les dones 19.839 $. La renda per capita de la població era de 16.269 $. Entorn del 8% de les famílies i el 12,4% de la població estaven per davall del llindar de pobresa.